# Kopaniny (zámek)
Zámek stojí na místě dřívějšího hradu ve vsi Kopaniny, která je součástí Aše.
Zedtwitzové byli významnou šlechtickou rodinou, která vlastnila v Ašském výběžku rozsáhlé majetky. Nejspíše byli zakladateli hradu, který je poprvé zmíněn v roce 1537. V roce 1678 byl hrad rozšířen. Kámen s rodovým erbem byl přenesen na jiný zedtwitzký majetek v Doubravě.
Posledními majiteli byli Franz Josef von Zedtwitz (1873–1954), v první světové válce velitel dragounského pluku Prinz Windischgrätz a jeho syn Franz Xaver Zedtwitz (1906–1942), přírodovědec, spisovatel a novinář, který padl u Sevastopolu. Zámek byl vyvlastněn v roce 1945 a svěřen do správy státnímu statku, který jej ponechal rozpadu.

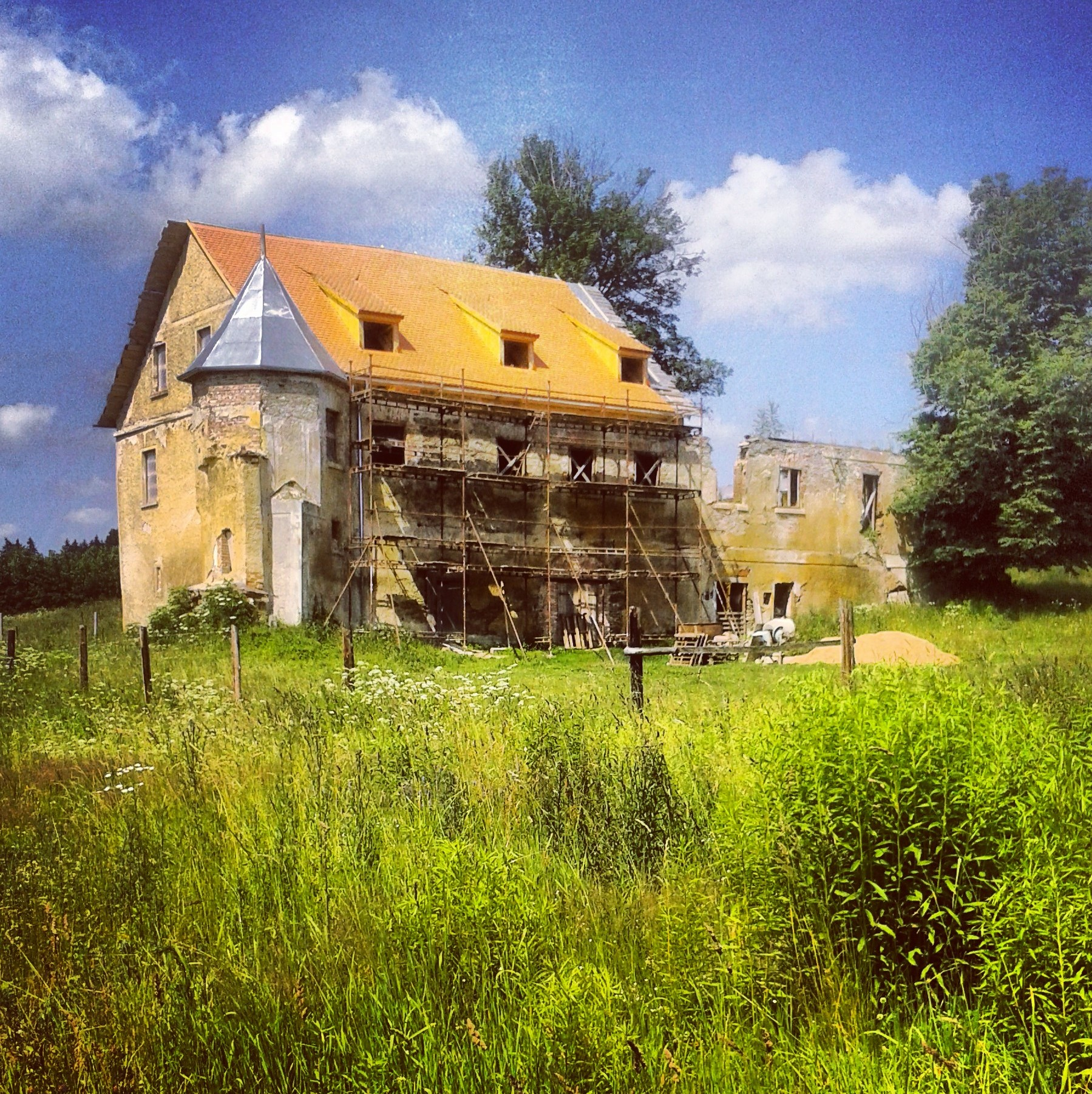
Počátek obnovy zámku v roce 2013

Od roku 2010 je zřícenina zámku chráněna jako kulturní památka ČR.
V roce 2013 byla zahájena rekonstrukce dosud zachovalé části. Při historickém průzkumu bylo zjištěno, že zámek nese prvky pozdní gotiky, renesance, baroka a klasicismu